# Синевирсько-Полянська сільська рада
| Синевирсько-Полянська сільська рада — колишній орган місцевого самоврядування у Міжгірському районі Закарпатської області з адміністративним центром у с. Синевирська Поляна. Сільській раді підпорядковані населені пункти: - с. Синевирська Поляна - с. Береги - с. Загорб - с. Свобода |

## Склад ради
Рада складається з 16 депутатів та голови.

## Керівний склад сільської ради
| ПІБ                  | Основні відомості                                                 | Дата обрання | Дата звільнення |
| -------------------- | ----------------------------------------------------------------- | ------------ | --------------- |
| Горват Юрій Іванович | Сільський голова, 1955 року народження, освіта, безпартійний      | 26.03.2006   | 31.10.2010      |
| Горват Юрій Іванович | Сільський голова, 1955 року народження, освіта вища, безпартійний | 31.10.2010   |                 |

Примітка: таблиця складена за даними джерела

## Населення
Згідно з переписом УРСР 1989 року чисельність наявного населення сільської ради становила 1706 осіб, з яких 830 чоловіків та 876 жінок.
За переписом населення України 2001 року в сільській раді мешкало 1879 осіб. 100 % населення вказало своєю рідною мовою українську мову.